# Suburra

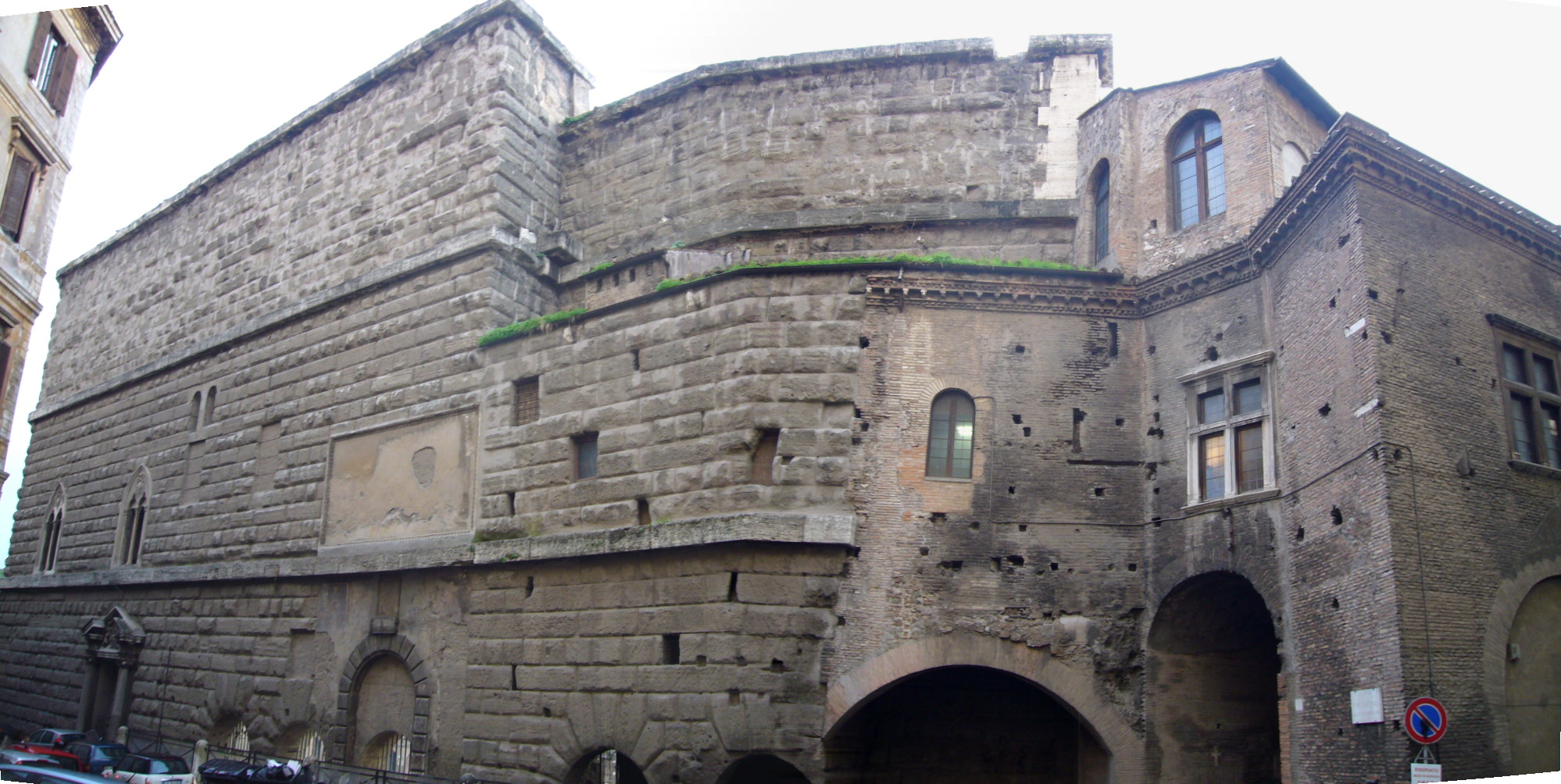
Suburra

Subura (obecnie w języku włoskim Suburra) – część starożytnego Rzymu, położona w dolinie pomiędzy południowym krańcem Wiminału a zachodnimi stokami Eskwilinu. W starożytności najpierw osobna osada, potem włączona w obręb Rzymu, stała się w końcu zatłoczoną dzielnicą zamieszkałą przez miejską biedotę (bardzo często w insulach). W średniowieczu opustoszała w związku z uszkodzeniem akweduktu, który doprowadzał do niej wodę. Z czasem na tym terenie powstały winnice. W XX wieku tereny te zostały częściowo zniszczone przez Benito Mussoliniego w związku z budową dróg. Obecnie znajduje się w rejonie Monti.
W czasach Cesarstwa Rzymskiego Subura znana była także jako dzielnica czerwonych latarni.
Rodzinny dom Juliusza Cezara znajdował się właśnie w tej części miasta. Dyktator spędził tam część dzieciństwa.
Suburra to również nazwa włoskiego serialu kryminalnego, którego akcja rozgrywa się między innymi w Rzymie.